# Pristomyrmex fossulatus
Pristomyrmex fossulatus é uma espécie de formiga do gênero Pristomyrmex, pertencente à subfamília Myrmicinae.